# Patti Austin
Patti Austin, née le 10 août 1950 dans le quartier de Harlem à New York (États-Unis), est une chanteuse américaine de rhythm and blues, pop, soul et jazz. 
Elle a été numéro un du Billboard Hot 100 aux États-Unis en 1981 avec la chanson Baby, Come to Me, interprétée en duo avec James Ingram et produite par Quincy Jones. En 2008, après neuf nominations, elle remporte son premier Grammy Award[Lequel ?].

## Carrière

### Débuts précoces
Patti Austin fait ses premiers pas sur scène à l'âge de quatre ans lorsque son père, le tromboniste Gordon Austin, lui permet d'assister à un concert de Dinah Washington à l'Apollo Theater et de rencontrer la chanteuse. Celle-ci l'encourage à monter sur scène pour interpréter Teach Me Tonight de Gene de Paul et Sammy Cahn. Séduite par la personnalité de l'enfant, Washington devient sa « marraine de scène » et la présente à son arrangeur Quincy Jones, qui devient son parrain,,. Grâce à Dinah Washington, la jeune Patti Austin participe à une émission de télévision locale, puis apparaît en 1956 dans Washington Square, le show télévisé de l'acteur Ray Bolger, diffusé par la chaîne NBC,. Elle est recrutée par RCA Records alors qu'elle est âgée de cinq ans, mais aucun disque ne sera édité par le label,. Durant sa scolarité, elle se produit sur scène dans les comédies musicales Lost in the Stars et Finian's Rainbow et accompagne en tournée Quincy Jones et Harry Belafonte.
Patti Austin commence sa carrière discographique en enregistrant ses premiers singles pour les labels Coral et Decca. Au terme de ses études secondaires, une bourse lui est offerte par le Barnard College, une université d'arts libéraux de New York, mais elle choisit d'abandonner ses études afin de se consacrer à la musique. Durant les années 1970, Patti Austin subvient à ses besoins en enregistrant des jingles publicitaires et en participant à des sessions en tant que choriste. Elle chante sur les disques de nombreux artistes, tels Paul Simon, Roberta Flack, Steely Dan, Idris Muhammad, ou encore Joe Cocker,. Elle compose également ses propres morceaux, qu'elle présente au producteur Creed Taylor, ce qui lui permet d'enregistrer trois albums pour le label CTI Records entre 1976 et 1980.

### Succès commercial
En 1978, Patti Austin participe à l'enregistrement de l'album Love Light du musicien japonais Yutaka Yokokura. L'année suivante, elle interprète It's the Falling in Love avec Michael Jackson sur son album Off the Wall. Elle est invitée en 1980 à chanter Moody's Mood en duo avec George Benson sur son album Give Me the Night. Patti Austin apparaît également sur deux albums de Quincy Jones, Sounds and Stuff Like That!! et The Dude, avant de signer en 1981 sur Qwest Records, le label du producteur. Baby, Come to Me, extrait de l'album Every Home Should Have One, est popularisé par le feuilleton télévisé Hôpital central (General Hospital). Le morceau écrit par Rod Temperton, qu'elle interprète en duo avec James Ingram, est son plus grand succès commercial. Il se classe en tête du Billboard Hot 100 en février 1983, et est certifié disque d'or par la RIAA, alors que l'album atteint le Top 40.
Durant les années suivantes, plusieurs chansons de Patti Austin figurent dans les hit parades. It's Gonna Be Special, composée par Glen Ballard, extraite de l'album Patti Austin, sorti en 1984, et figurant également sur la bande originale du film Two of a Kind mettant en scène Olivia Newton-John et John Travolta, atteint la 15e place du classement rhythm and blues américain. L'album Gettin' Away with Murder, produit par Jimmy Jam et Terry Lewis et édité en 1985, comprend les singles Honey for the Bees et The Heat of Heat, qui atteignent respectivement la 24e et 13e place du classement rhythm and blues.

### Nouvelle orientation
En 1988 elle donne une nouvelle orientation à sa carrière et élargit son répertoire au Great American Songbook, le grand répertoire de la chanson américaine de la première moitié du XXe siècle, en enregistrant l'album The Real Me (« Le vrai-moi » en anglais). Produit par David Pack, le disque est composé de standards tels Mood Indigo de Duke Ellington, Smoke Gets in Your Eyes de Jerome Kern et They Can't Take That Away From Me de George et Ira Gershwin. Lors de sa sortie, il figure à la 7e place du classement Top Contemporary Jazz Albums. Austin signe avec le label smooth jazz GRP Records. Sur l'album Love Is Gonna Getcha, édité en 1990, figure You Who Brought Me Love, enregistré en duo avec Johnny Mathis. Son album In and Out of Love, produit par Louis Biancaniello et Narada Michael Walden, et édité par Concord Jazz en 1998. Encouragée à composer par Walden, avec lequel elle a déjà collaboré durant sa période Qwest, Patti Austin coécrit sept titres sur les douze que compte l'album.
Durant les années 2000, son répertoire prend des accents jazz. Accompagnée du WDR Big Band, elle rend hommage à Ella Fitzgerald sur l'album For Ella, édité en 2002. Le disque est nommé aux Grammy Awards, sans décrocher de prix. Sur l'album Avant Gershwin, édité en 2007, elle interprète des chansons de George Gershwin arrangées par Michael Abene et est de nouveau accompagnée par le WDR Big Band. Le disque est enregistré en public au Westfalenpark de Dortmund et à la Kölner Philharmonie de Cologne. Il obtient un Grammy dans la catégorie "album jazz vocal" (Best Jazz Vocal Album). Un nouvel album d'abord prévu à l'automne 2010 puis repoussé début 2011 est attendu sur le label Shanachie.

### Cinéma et télévision
En 1988, Patti Austin tient un petit rôle dans le film Tucker (Tucker : The Man and His Dream) du réalisateur Francis Ford Coppola.
En 2002, Austin est interrogée par le journaliste Charlie Rose dans le magazine d'information 60 Minutes II. Elle estime que son apparition dans l'émission diffusée par la chaîne CBS a « propulsé sa carrière vers de nouveaux sommets ».

## Style artistique et popularité
Durant sa carrière, Patti Austin aborde différents styles : rhythm and blues, pop et smooth jazz. En 2007, interrogée par Michael Roberts pour le magazine Jazziz à propos de l'évolution de son répertoire, elle déclare : « Lorsque je ferai un vrai disque de jazz, vous vous en apercevrez. De mon point de vue, je ne l'ai pas encore fait. Je m'en suis approchée dans les projets For Ella et Avant Gershwin, qui se situent à mi-chemin entre le style big band et celui des comédies musicales de Broadway. » (« When I make a jazz record, you’ll know it. As far as I’m concerned, I haven’t done jazz yet. The closest I’ve come to making a jazz record is the For Ella project and Avant Gershwin, which is somewhere between big-band jazz and Broadway. »).
Vingt singles de Patti Austin ont été classés dans les hit parades américains entre 1969 et 1991. La chanteuse est également populaire dans les pays d'Asie, notamment aux Philippines où elle se produit régulièrement,. Sa popularité dans cette région l'a poussée à enregistrer en mandarin et cantonais.
En juin 2006, à l'occasion du Black Music Month (« Mois de la musique noire »), Patti Austin se produit à la Maison-Blanche avec le trompettiste Irvin Mayfield et le bluesman B. B. King. Selon George W. Bush, Austin a chanté devant tous les présidents des États-Unis depuis Ronald Reagan.

## Vie personnelle et engagements associatifs
La famille de sa mère a des origines suédoises et barbadiennes, celle de son père des origines irlandaises, amérindiennes et afro-américaines (« My mother is Swedish and Barbadian and my father's mother is Irish and Blackfoot Indian and his father black American. »). Native de New York, Patti Austin grandit à Long Island. Elle s'est établie dans la région de la baie de San Francisco en 1995 ; elle est célibataire et sans enfants.
La mère de Patti Austin, souffrant d'obésité, meurt en 2004 de complications consécutives à un accident vasculaire cérébral. Son père, également obèse, est décédé à la suite de complications dues au diabète. À l'époque, Patti est elle-même atteinte d'asthme et d'un diabète de type 2. Elle consulte son médecin après une chute de vélo ayant endommagé l'un de ses genoux. Avant de l'opérer, celui-ci lui conseille de subir un court-circuit gastrique ; la chanteuse perd ainsi une cinquantaine de kilos (120 pounds),. Après la mort de son ami Luther Vandross, lui aussi victime d'un accident vasculaire cérébral, Patti devient porte-parole de la campagne Power to End Stroke organisée par l'association à but non lucratif American Heart Association. Elle prend part à l'album hommage Forever, for Always, for Luther Volume II,.
En 2008, la chanteuse s'engage également auprès de la National Coalition Against Domestic Violence, association qui lutte contre la violence conjugale et pour laquelle Austin enregistre le titre By the Grace of God. La chanson lui est inspirée par le témoignage d'une victime diffusé dans The Oprah Winfrey Show.
Patti Austin est professeur associée au Berklee College of Music, où elle enseigne le chant aux étudiants. En 2000, l'établissement lui décerne un doctorat honoraire (honorary Doctor of Music degree). La chanteuse fait partie de la Recording Artists' Coalition, une organisation formée en 2001 pour défendre les intérêts des musiciens américains. En septembre de la même année, elle participe avec plus de cent musiciens à une audition devant le Sénat de l'État de Californie.

## Discographie

### Albums studio
- End of a Rainbow (1976, CTI Records)
- Havana Candy (1977, CTI Records)
- Body Language (1980, CTI Records)
- Every Home Should Have One (1981, Qwest Records)
- Patti Austin (1984, Qwest Records)
- Gettin' Away with Murder (1985, Qwest Records)
- The Real Me (1988, Qwest Records)
- Love Is Gonna Getcha (1990, GRP Records)
- Carry On (1991, GRP Records)
- That Secret Place (1994, GRP Records)
- In and Out of Love (1998, Concord Jazz)
- Street of Dreams (1999, Intersound)
- On the Way to Love (2001, Intersound)
- For Ella (2002, Playboy Jazz / Concord)
- Avant Gershwin (2007, Rendezvous)

### Concerts
- Live at the Bottom Line (1979, Epic)
- Live (1992, GRP Records)

### Compilations
- In My Life (1983, CTI Records)
- The Best of Patti Austin (1994, Sony)
- The Ultimate Collection (1995, GPR Records)
- Take Away the Pain Stain (2001, Wagram Records)
- The Very Best of Patti Austin: The Singles (1969-1986) (2001, Rhino / Wea)
- The CTI Collection (2002, Connoisseur)
- Baby Come to Me and Other Hits (2003, Collectables Records)
- Love Collection (2005, Intersound)
- Intimate Patti Austin (2007, Mosaic Contemporary)

### Participations
Patti Austin a contribué aux albums suivants (liste non exhaustive) :
- Performance de Esther Phillips (1974)
- Anything Goes de Ron Carter (1975)
- Primal Scream de Maynard Ferguson (1976)
- Heads de Bob James (1977)
- Celebrate Me Home de Kenny Loggins (1977)
- Futures de Burt Bacharach (1977)
- Stranger de Billy Joel (1977)
- Love Light de Yutaka Yokokura (1978)
- Blam!! des Brothers Johnson (1978)
- Captain's Journey de Lee Ritenour (1978)
- Sounds and Stuff Like That!! de Quincy Jones (1978)
- Masterjam de Rufus (1979)
- Angel of the Night d'Angela Bofill (1979)
- Off the Wall de Michael Jackson (1979), sur le titre It's the Falling in Love
- Give Me the Night de George Benson (1980)
- Gaucho de Steely Dan (1980)
- Voyeur de David Sanborn (1980)
- One Trick Pony de Paul Simon (1980)
- The Blues Brothers des Blues Brothers original soundtrack (1980)
- The Dude de Quincy Jones (1981)
- Silk Electric de Diana Ross (1982)
- It's Your Night de James Ingram (1983)
- Nature of Things de Narada Michael Walden (1985)
- The Seventh One de Toto (1988)
- He's Keith Murray de Keith Murray (2003)